# María Catrileo
María Catrileo Chiguailaf (Nueva Imperial, 1944) es una lingüista mapuche. En 2009 recibió el Premio Provincial de Conservación de Monumentos Nacionales debido a sus estudios de hablantes del mapudungún.
Nacida en Nueva Imperial, pasó su infancia en una comunidad mapuche y luego se trasladó a estudiar a Temuco y posteriormente a Concepción. Su lengua materna es el mapudungun, pero durante su niñez, algunos familiares le prohibieron hablarla. Luego, en la escuela, aprendió castellano. Es profesora de educación básica, inglés y mapudungún.
El trabajo de Catrileo se ha centrado en la fonología y morfosintaxis de la lengua mapuche y especialmente la forma verbal. En la actualidad (2013) vive en la ciudad de Temuco, pero trabaja en el Instituto de Lingüística y Literatura de la Universidad Austral de Chile, en Valdivia, donde imparte cursos en o sobre mapudungún. Es autora de los libros Mapudunguyu, Diccionario lingüístico etnográfico de la lengua mapuche y La Lengua Mapuche en el Siglo XXI.
Además, trabajó para la Universidad de Míchigan, EE. UU. escribiendo documentos sobre diferentes temas relacionados con la cultura mapuche.